# Bergamasco (Italia)
Bergamasco (Bergamäss in piemontese) è un comune italiano di 658 abitanti della provincia di Alessandria, in Piemonte, a ridosso delle colline del Monferrato, sulla sponda sinistra del torrente Belbo. Sorge in zona UNESCO, famosa per la produzione di vini.

## Storia
Roccaforte di proprietà dei marchesi di Incisa sin da prima dell'anno 1000, entrò a far parte del Marchesato del Monferrato nel 1514, dopo la conquista di Incisa da parte di Guglielmo IX Paleologo, che quasi la rase al suolo. Seguì da allora le sorti del Monferrato.

### Simboli
Lo stemma e il gonfalone del comune di Bergamasco sono stati concessi con il decreto del presidente della Repubblica dell'11 marzo 1991.
Lo stemma è troncato: il primo d'azzurro, a nove stelle d’oro a sei raggi, ordinate 3, 3, 2, 1; il secondo d'argento, al castello d'azzurro formato da due torri merlate alla ghibellina, unite da una cortina di muro priva di merli. Il gonfalone è un drappo di bianco.
Nello stemma è ripreso il blasone dei marchesi di Incisa che era d'azzurro, a nove stelle d'oro: 3, 3, 2, 1.

## Monumenti e luoghi d'interesse
A Bergamasco sorge un castello, il "Palazzo Marchionale", costruito tra il 1663 e il 1685 dai Marchesi Moscheni. Attualmente è privato (proprietario è stato lo scenografo Carlo Leva) ed ospita un museo del cinema; viene svolto un evento musicale nel mese di maggio e si può visitare tutte le domeniche pomeriggio dalla seconda di giugno fino a ottobre. È inserito nel circuito dei "Castelli Aperti" del Basso Piemonte.
Degna di nota è anche la Chiesa di San Pietro, l'edificio di culto più antico del paese.
Nel 1985 a Bergamasco fu rinvenuto nella tenuta agricola  di S. Cristoforo un sarcofago romano risalente al II secolo, utilizzato come abbeveratoio. 
In base all'iscrizione incisa, risulta appartenere a un liberto di nome Calventius, della tribù Papiria. Il reperto è ora conservato nell'atrio del municipio.

## Cultura

### Eventi
- Fiera del Tartufo, nel mese di ottobre

## Società

### Evoluzione demografica
Negli ultimi settanta anni, a partire dal 1951, la popolazione residente è dimezzata.
Abitanti censiti

## Amministrazione
Di seguito è presentata una tabella relativa alle amministrazioni che si sono succedute in questo comune.
| Periodo        | Periodo        | Primo cittadino    | Partito                              | Carica  | Note  |
| -------------- | -------------- | ------------------ | ------------------------------------ | ------- | ----- |
| 10 giugno 1985 | 25 maggio 1990 | Gian Luigi Tonello | -                                    | Sindaco | [ 9 ] |
| 25 maggio 1990 | 24 aprile 1995 | Gian Luigi Tonello | -                                    | Sindaco | [ 9 ] |
| 24 aprile 1995 | 14 giugno 1999 | Gian Luigi Tonello | sinistra                             | Sindaco | [ 9 ] |
| 14 giugno 1999 | 14 giugno 2004 | Federico Barberis  | lista civica                         | Sindaco | [ 9 ] |
| 14 giugno 2004 | 8 giugno 2009  | Federico Barberis  | lista civica                         | Sindaco | [ 9 ] |
| 8 giugno 2009  | 26 maggio 2014 | Gianni Benvenuti   | lista civica                         | Sindaco | [ 9 ] |
| 26 maggio 2014 | 27 maggio 2019 | Gianni Benvenuti   | lista civica: Pace lavoro            | Sindaco | [ 9 ] |
| 27 maggio 2019 | 9 giugno 2024  | Giulio Veggi       | lista civica: Insieme per Bergamasco | Sindaco | [ 9 ] |
| 9 giugno 2024  | in carica      | Gianluigi Ratti    | lista civica: Insieme per Bergamasco | Sindaco | [ 9 ] |

### Altre informazioni amministrative
Nel 1928 inglobò il soppresso comune di Carentino, che tornerà autonomo nel 1955.